# منصوره (تونس)
منصوره یک منطقهٔ مسکونی در تونس است که در استان مهدیه واقع شده‌است.